# Névez

Névez este o comună în departamentul Finistère, Franța. În 1 ianuarie 2022 avea o populație de 2.721 de locuitori.